# Okan Salmaz
Okan Salmaz (* 17. Juli 1992 in Tufanbeyli) ist ein türkischer Fußballspieler, der derzeit für Adanaspor spielt.

## Karriere

### Verein
Okan Salmaz begann dem Vereinsfußball in der Jugend von Adana Sarıçam Buruk Spor und spielte anschließend für die Jugendmannschaft Adanaspor. Im Sommer 2008 erhielt er hier einen Profivertrag und wurde in den Mannschaftskader eingegliedert. In seiner ersten Saison absolvierte er drei Ligaspiele für die Profimannschaft. In seiner zweiten Saison kam er regelmäßig zum Einsatz und verpasste den Aufstieg in die Süper Lig erst in der Relegationsphase. In der Spielzeit 2011/12 gelang ihm der Durchbruch in der ersten Mannschaft und er eroberte sich einen Stammplatz. Mit Adanaspor schaffte er es bis ins Playoff-Finale der TFF 1. Lig. Im Finale unterlag man in der Verlängerung Kasımpaşa Istanbul 2:3 und verpasste somit den Aufstieg in die Süper Lig erst in der letzten Begegnung.
Für die Rückrunde der Spielzeit 2012/13 wurde Salmaz an den Istanbuler Drittligisten Eyüpspor ausgeliehen. Zum Sommer kehrte Salmaz zu Adanaspor zurück und verbrachte die Hinrunde der Saison 2013/4 bei diesem Klub. Zur Rückrunde wurde er an den Istanbuler Drittligisten Bayrampaşaspor ausgeliehen.

### Nationalmannschaft
Salmaz fing früh an für die türkischen Jugendnationalmannschaften zu spielen. Ab der U-16 durchlief er noch die türkische U-17-, U-18- und U-21-Jugendmannschaften.